# Societat de responsabilitat limitada unipersonal
La societat de responsabilitat limitada unipersonal és aquella societat de responsabilitat limitada constituïda per un únic soci, ja sigui aquest persona física o jurídica.
El primer país de la Unió Europea en permetre la constitució d'aquest tipus de societats mercantils fou Alemanya, amb la seva Llei de Reforma de les Societats de Responsabilitat Limitada, de 4 de juliol de 1980. Aquest exemple va ser seguit per altres països, com França, Països Baixos i Bèlgica. Finalment, el 21 de desembre de 1989, la 12a Directiva de la CEE reconeixia la constitució de societats de responsabilitat limitada de soci únic.

## La seva regulació en dret espanyol
Les previsions de la 12a Directiva de la CEE van ser recollides per la Llei espanyola de Societats de Responsabilitat Limitada del 1995 (la LSRL). Aquesta norma regula la societat de responsabilitat limitada unipersonal en el seu capítol final (articles 125 a 129), alhora que mitjançant la seva disposició addicional segona número vint-i-tres afegeix a la Llei de Societats Anònimes un nou article, el 311, que estipula que serà d'aplicació «a la societat anònima unipersonal allò disposat en el capítol XI de la Llei de Societats de Responsabilitat Limitada». D'aquesta forma queda incorporada a ambdues lleis la figura de la societat formada per un únic soci.
L'article 125 LSRL contempla les dues classes de societats unipersonals tradicionalment conegudes: la societat creada mitjançant la seva constitució per una sola persona, que donarà lloc a la unipersonalitat originària; i aquella societat en què la unipersonalitat és conseqüència de la concentració en una única persona de totes les participacions pertanyents als diferents socis, donant-se en aquest darrer cas una situació d'unipersonalitat sobrevinguda.

### Publicitat de la unipersonalitat
La LSRL sotmet les societats unipersonals, quant a la publicitat, a un règim més rigorós que la resta de societats. En aquest sentit, l'article 126.1 LSRL disposa que hauran de constar en escriptura pública, que s'inscriurà en el Registre Mercantil, les següents situacions:
- La constitució de la societat amb un únic soci.
- La declaració d'haver-se produït la situació d'unipersonalitat com a conseqüència d'haver passat un únic soci a ser propietari de totes les participacions socials.
- La pèrdua de la condició d'unipersonalitat o el canvi del soci únic, com a conseqüència d'haver estat transmeses alguna o totes les participacions socials.
- En tots els supòsits anteriors, la inscripció registral indicarà necessàriament la identitat del soci únic.

Així mateix, la societat haurà de fer constar la seva condició d'unipersonal en tota la seva documentació, correspondència i factures, així com en tots els anuncis que hagués de publicar per disposició legal o estatutària (article 126.2 LSRL). Aquest darrer és un supòsit de publicitat de facto, que complementa la publicitat registral del primer apartat de l'article. El legislador busca així una transparència real, evitar que es puguin generar situacions d'opacitat de cara a tercers.

### Contractació del soci únic amb la societat unipersonal
Els contractes realitzats entre el soci i la societat són en principi lícits i vàlids. Ara bé, l'article 128 LSRL imposa uns requisits de caràcter formal. Així, aquests contractes hauran de constar per escrit o en la forma documental que exigeixi la llei d'acord amb la seva naturalesa, i s'hauran de transcriure a un llibre-registre de la societat que haurà de ser legalitzat de conformitat amb el que s'estableix per als llibres d'actes de les societats. Així mateix, en la memòria anual de la societat s'haurà de fer referència expressa i individualitzada a aquests contractes.